# Alessandro Petti
Alessandro Petti (Pescara, 8 mei 1973) is een Italiaans architect.

## Leven
Petti behaalde een bachelor- en mastergraad in Architectuur aan de Universiteit van Architectuur (IUAV) in Venetië. Hij studeerde hier van 1993 tot 2001 en specialiseerde zich in stedenbouwkundige planologie. Hij studeert voor een Ph.D. Stedenbouwkunde aan dezelfde universiteit.
Anno 2011 is hij assistent-hoogleraar aan het Laboratory of Urbanism van de Faculteit voor Architectuur en aan het Laboratory of Visual Art van de Faculteit voor Beeldende Kunst en Ontwerp, beide aan het IUAV in Venetië. Hij heeft een ereprofessoraat ontvangen van de Al-Quds-universiteit in Jeruzalem.
Samen met Sandi Hilal was hij conservator voor het onderzoeksproject Exhibition Stateless Nation. Hij is lid van het agentschap Multiplicity in Milaan dat zich bezighoudt met territoriaal onderzoek en van Avanguardie Permanenti, een interdisciplinaire groep die zich bezighoudt met kunst en architectuur in stedelijk gebied.
Hij is directeur van het Decolonizing Architecture institute (DAi) in Bethlehem, waar hij aan het project Atlas of Decolonization werkt. Hij richtte het instituut in 2007 samen met Hilal en Eyal Weizman op. In dit instituut werkt hij aan hergebruik en herbewoning en aan onderdrukking van koloniale structuren. Het instituut werd in 2010 onderscheiden met een Prins Claus Prijs.
Zijn projecten werden gepubliceerd in internationale kranten en tijdschriften, zoals The New York Times, The Guardian, Il Manifesto, Al Ayyam en Al-Quds.